# Stabilitási és növekedési paktum
1997. június 16-án és június 17-én elfogadták a Stabilitási és Növekedési Paktumot (Stabiliy and Growth Pact – SGP), amelynek fő célja a GMU megteremtésének további lépéseihez szükséges költségvetési fegyelem biztosítása volt, valamint bevezették azt az új Európai Árfolyam-mechanizmust (ERM–2), ami az euró bevezetésének „előszobája”.
Az egyezmény követelményei:
- a költségvetési hiány nem haladhatja meg a GDP 3%-át (az önkormányzatok, régiók stb. költségvetéseit is beleértve)
- az államadósság nem haladhatja meg a GDP 60%-át.

Az Egyezmény részletesen kifejtette, hogy miként kell a gyakorlatban alkalmazni a maastrichti szerződésben meghatározott elveket, s milyen ellenőrző és büntető eljárással tartható fent a közös európai valutához (euró) szükséges pénzügyi fegyelem.
Az eurózóna tagországai ún. stabilitási programot, a még nemzeti valutát használó uniós országok pedig ún. konvergencia-programot kötelesek kidolgozni, s az uniós döntéshozó fórumok elé beterjeszteni.
Az Egyezmény keretében részletesen meghatározták a teendőket arra az esetre, ha a tagállamok költségvetési hiánya és államadóssága meghaladja a szerződéses referencia-értékeket. Ilyenkor az illető ország kormányát az ún. túlzotthiány-eljárás alá vonják.
A GMU tagországa esetében a kormány felelőssége nagyobb, mint ha csak tagjelölt országról van szó: az első esetben tartósan fennálló túlzott hiány esetén akár még pénzbüntetésben is részesíthetik az országot, míg a tagjelöltek esetében ilyen közvetlen büntetést nem tartalmaz a szerződés.